# Skagabyggð
Skagabyggð es un municipio de Islandia. Se encuentra en la zona nororiental de la región de Norðurland Vestra y en el condado de Austur-Húnavatnssýsla. 

## Población y territorio
Tiene un área de 489 kilómetros cuadrados. Con una población de 105 habitantes, según el censo de 2011, es el menos poblado de la región. Su densidad es de 0,21 habitantes por kilómetro cuadrado. 
Lo divide en dos el municipio de Skagaströnd. Se encuentra en la zona oriental de la bahía de Húnaflói, al noroeste de Islandia.